# 12932 Conedera
12932 Conedera este un asteroid din centura principală de asteroizi.

## Descriere
12932 Conedera este un asteroid din centura principală de asteroizi. A fost descoperit pe 10 octombrie 1999 la Gnosca de Stefano Sposetti. El prezintă o orbită caracterizată de o semiaxă mare de 2,42 ua, o excentricitate de 0,20 și o înclinație de 3,4° în raport cu ecliptica.